# おひるはバッカ〜ン!
おひるはバッカ〜ン!は、1995年4月から1996年3月29日まで放送された、ニッポン放送の午後のワイド番組である。

## 概要
｢お遊びバラエティ｣ ｢3時間の生ジャク大放送｣をコンセプトに、パーソナリティは前番組『つかちゃんの今日も快調! ほがらか大放送』に引き続き、塚越孝（ニッポン放送アナウンサー(当時)）が務めた。パートナーはテレビ朝日を退社後、フリーアナウンサーに転身した雪野智世を起用。
半年後の雪野の降板後は根岸紀子（ニッポン放送アナウンサー(当時)）を後任に就け、同局の平日帯 昼ワイド番組としては珍しく、"局アナコンビの番組"となった。

## 放送時間
- 月 - 金曜日　13:00 - 16:00

## つかとゆきののおひるはバッカ〜ン!

### 放送期間
- 1995年4月 - 9月

### パーソナリティ
- 塚越孝（ニッポン放送アナウンサー(当時)）
- 雪野智世（元・テレビ朝日アナウンサー。現在はフリーアナウンサー）

## つかとのりこのおひるはバッカ〜ン!

### 放送期間
- 1995年10月 - 1996年3月

### パーソナリティ
- 塚越孝
- 根岸紀子（ニッポン放送アナウンサー(当時)） - 愛称は｢有楽町ののりピー｣[1]

## タイムテーブル
- 13:00　オープニング
- 13:05　噂の事情通
  - スポーツ、芸能など時の話題を、その道の事情通に詳しく聞く[2]。芸能界の事情通として井上公造が電話出演していた。
- 13:20　秘密告白テレホン
  - 主に不倫妻などが匿名で電話出演、際どい体験談などを暴露。
- 13:30　ニッポン放送 交通情報
  - 警視庁（日本道路交通情報センターの霞ヶ関センター(現：東京センター)）から都内の一般道路、周辺の高速道路と有料道路中心の情報。
- 13:31　首都高速 Mex-i情報
  - 首都高センター（日本道路交通情報センターの首都高速情報センター）から首都高速道路の各線所要時間中心の情報。
- 13:32　タクシー街かど交通情報
  - 提携タクシー会社の各ドライバーに、現在地の交通情報をリアルタイムに聞く。
- 13:35　街かど情報局　ひるバカ! おハガキスタジアム
- 13:40　やりたい放題し放題
  - ｢夫婦で無理矢理 ラブレター大賞｣
- 13:45　ハロー埼玉
  - 東日本支局（埼玉・浦和）の契約アナウンサーによる埼玉県内のお知らせ。
- 13:50　ニュース
  - ニュースデスク制として、パーソナリティとデスクが掛け合う形でのニュースコーナー。
  - 報道部:比嘉憲雄、勝山達志、宮崎文子、井土厚、森田耕次、木村篤などが担当。
  - 当時のニッポン放送では主流だった｢産経新聞ニュース｣としてではなく、｢ニッポン放送ニュース｣というタイトルもまだ正式に使われていなかったため、女性パーソナリティが｢(スポンサー名)がお送りするニュースです｣と紹介していた。
- 13:54　天気予報
  - 女性パーソナリティが読み上げ。
- 13:55　ニッポン放送 交通情報
  - 警視庁から都内の一般道路、周辺の高速道路と有料道路中心の情報、首都高センターから首都高速道路の情報。
- 14:00　ひるバカ! ナンバーズ
  - 前番組の｢いきなり1万円電話｣をリニューアル。電話出演したリスナーと野球拳のテーマに乗せて、1から3までの3つの数字を言い合い、1つ合うとTシャツorトレーナー、2つ合うと5千円。3つ合うと最低賞金1万円をプレゼント。言い当てられなかった場合はその場で失格。最低賞金 1万円は翌日以降に繰り越されるシステム。3つの数字はオープニングからのトークの中にヒントが隠されている。
- 14:05　魅惑のつかルーム
- 14:15　ゲスト コーナー
- 14:25　ニッポン放送 交通情報
  - 警視庁から。
- 14:26　首都高速 Mex-i情報
  - 首都高センターから。
- 14:30　ただ今参上！ ニッポン放送がやってきた
  - 中継コーナー。毎週水曜日はムンク垣花こと垣花正の「心の叫び！ ジャンケン」。ムンクの帽子を被った垣花が街行く人とジャンケンをして、負けた方が大声で叫ぶ…というコーナー。例えば、書店前の中継の場合、「そこでエロ本を立ち読みしている奴、買うなら買え！」。日比谷公園での中継では、「居眠りしているサラリーマン、仕事サボってんじゃねぇぞ！」など。
  - 他曜日には、元・ギリギリガールズのもちづきる美らが出演していた。
- 14:40　ほがらかリビング
  - お馴染みニッポン放送のラジオリビング
- 14:45　ハロー神奈川
  - 神奈川支局の契約アナウンサーによる県内、箱根温泉のお知らせ。
- 14:50　ニュース
- 14:54　天気予報
- 14:55　ニッポン放送 交通情報
  - 警視庁と首都高センターから。
- 15:00　日替わりコーナー
  - 主に音楽関係の企画モノ。
  - その日のFAXテーマは、このコーナーにまつわるものとなり、番組内で随時紹介される。
- 15:20　そこが聞きたい！ 予報士天気予報
  - 日本気象協会から、気象予報士による解説天気予報。
- 15:22　首都圏ハイウエイ情報
  - 警視庁から東名高速道路、中央自動車道中心の情報。
- 15:23　首都高速 Mex-i情報
  - 首都高センターから。
- 15:24　隣接県の交通情報
  - 埼玉、神奈川、千葉各県警交通管制センターのニッポン放送スタジオから、東名高速、中央道を除く各県内を走る高速道路と有料道路、一般道路の情報。
  - ｢ハロー埼玉｣、｢ハロー神奈川｣などを担当した支局アナウンサーがそのまま出演。
- 15:30　竹村健一のずばりジャーナル
  - NRN（全国ラジオネットワーク）のネット番組。
- 15:40　コーナー
- 15:50　首都圏ハイウエイ情報
  - 警視庁から東名高速、中央道中心の情報、首都高センターから首都高速の情報。
- 15:52　隣接県の交通情報
  - 埼玉、神奈川、千葉各県警交通管制センターのニッポン放送スタジオから。
- 15:55　エンディング